# Xavier Tomas
Xavier Tomas (Nantua, 4 gennaio 1986) è un calciatore francese, difensore del Neuves-Maisons.

## Palmarès

### Club

#### Competizioni nazionali
- Campionato greco: 1

Olympiakos: 2010-2011